# Der Himmel auf Erden (film 1935)
Der Himmel auf Erden è un film del 1935 diretto da Emmerich Wojtek Emo.

## Produzione
Il film fu prodotto dalla Projektograph Film Oskar Gluck. Venne girato negli Atelier Rosenhügel a Vienna.

## Distribuzione
Distribuito dalla Kiba Kinobetriebsanstalt, uscì nelle sale cinematografiche austriache dopo essere stato presentato in prima il 21 marzo 1935 a Vienna. In Germania uscì il 7 giugno 1935, distribuito dalla Siegel-Monopolfilm.